# Sumy neapolitańskie
Sumy neapolitańskie, in. sumy barskie – pieniądze należne Rzeczypospolitej z tytułu zagarnięcia przez Filipa II Hiszpańskiego, na podstawie sfałszowanego testamentu królowej Bony z 1557, księstw Bari i Rossano. Habsburgowie winni byli również wypłacać Bonie 10% dochodów z komory celnej w Foggii, jako spłatę pożyczki zaciągniętej u niej w 1556 Pożyczka opiewała na kwotę ok. 430 tys. dukatów w złocie.
Sumy te nigdy nie zostały oddane w całości przez stronę hiszpańską, a po śmierci Bony (1557) prawa do sum neapolitańskich przypadły Zygmuntowi II Augustowi i jego siostrom. Król Zygmunt August prawa do wierzytelności zapisał w testamencie Rzeczypospolitej. O ich zwrot Rzeczpospolita zabiegała niemal bezskutecznie, m.in. w czasie polsko-hiszpańskich negocjacji dotyczących sojuszu militarnego, aż do roku 1674. Część z nich wynegocjowała z pomocą przebywającego od 1575 w Rzymie kard. Stanisława Hozjusza królowa Polski Anna Jagiellonka (zostały zwrócone przez Habsburgów w 8-10%). Do spłaty pozostało ok. 387 tys. złotych dukatów.
W 2012 poseł Ruchu Palikota Marek Poznański obliczył, że wierzytelność ta bez odsetek warta była w 2012 ok. 235 mln zł. Według informacji uzyskanych od pracowników Uniwersytetu Warszawskiego i Uniwersytetu Wrocławskiego, przytoczonych w relacji Faktów TVN była to prawdopodobnie pożyczka z własności prywatnej królowej, do której prawa roszczeń Polska nie ma. Jako podobny przykład podano również umowę zwaną zastawem spiskim, który został umorzony ze względu na upadek Rzeczypospolitej Obojga Narodów.
Potocznie pojęcie to oznacza ogromną sumę pieniędzy teoretycznie wymagalną, a praktycznie nieściągalną.